# Lactobacillus fermentum
Lactobacillus fermentum là một loài vi khuẩn gram dương trong chi Lactobacillus. Nó được liên kết với các tổn thương sâu răng hoạt động. Nó cũng thường được tìm thấy trong lên men động vật và thực vật. Nó đã được tìm thấy trong bột chua. Một số chủng được coi là vi khuẩn có lợi hoặc vi khuẩn "thân thiện" ở động vật  và ít nhất một chủng đã được áp dụng để điều trị nhiễm trùng niệu sinh dục ở phụ nữ. Một số chủng vi khuẩn Lactobacilli trước đây được phân loại nhầm là Lactobacillus fermentum (như RC-14) đã được phân loại lại thành Lactobacillus reuteri. Các chủng L. fermentum được thương mại hóa được sử dụng làm chế phẩm sinh học bao gồm PCC, ME-3  và CECT5716

## Đặc điểm
Lactobacillus fermentum thuộc chi Lactobacillus. Các loài trong chi này được sử dụng cho rất nhiều ứng dụng. Những ứng dụng này bao gồm thực phẩm và thức ăn lên men. Nó đã được tìm thấy rằng một số chủng cho Lactobacillus fermentum có sức đề kháng tự nhiên đối với một số loại kháng sinh và hóa trị liệu. Chúng được coi là các vec tơ tiềm năng của các gen kháng kháng sinh từ môi trường đến người hoặc động vật sang người.
Lactobacillus fermentum cũng có thể là một cư dân bình thường của đường ruột của con người và một số chủng có liên quan đến chuyển hóa cholesterol.

## Probiotic
Một vi sinh vật được coi là một loại vi khuẩn sinh học bằng cách đáp ứng một số đặc điểm, chẳng hạn như có nguồn gốc của con người, không gây bệnh, có sức đề kháng cao để đi qua ruột và có lợi cho hệ thống miễn dịch. Nói chung, chúng được coi là có lợi cho cơ thể của vật chủ và sức khỏe của con người. Lactobacillus fermentum đã được xác định là vi khuẩn có tiềm năng. Việc sử dụng các vi khuẩn đường ruột làm men vi sinh trong thực phẩm nhằm mục đích ngăn ngừa và điều trị các vấn đề sức khỏe khác nhau. Trong số các vấn đề sức khỏe dị ứng, tăng trưởng tân sinh và bệnh viêm ruột được bao gồm. Các lĩnh vực nghiên cứu gần đây đã tập trung vào sự ảnh hưởng của men vi sinh lên chức năng trao đổi chất của vật chủ. Một lĩnh vực là sự chuyển hóa cholesterol do LAB hoạt động như men vi sinh. Nghiên cứu đã chỉ ra rằng các loài Lactobacillus đã được chứng minh là loại bỏ cholesterol trong ống nghiệm thông qua nhiều cách khác nhau như đồng hóa, liên kết với các tế bào bề mặt và kết hợp vào màng tế bào.

### pH và dung nạp mật
Thử nghiệm Lactobacillus fermentum với các dung dịch nồng độ pH khác nhau cho thấy nó có khả năng chịu pH mạnh nhờ khả năng sinh trưởng và tồn tại vài giờ sau khi được ủ trong dung dịch 3 độ pH. Các chủng Lactobacillus fermentum cũng đã được thử nghiệm ở các nồng độ mật khác nhau và được chứng minh là có khả năng dung nạp mật tốt khi ủ với 3 g L-1 muối mật. Độ dung nạp pH và mật mà L. fermentum chứng minh có ý nghĩa về mặt xem xét của nó như là một chế phẩm sinh học. Nó phải đủ mạnh để sống sót qua những căng thẳng của hệ thống tiêu hóa. Dạ dày có độ pH từ 1,5 đến 3 và ruột trên chứa 3-5 g L-1 mật. Lactobacillus fermentum đã được tìm thấy để tồn tại trong những điều kiện này hỗ trợ thêm cho ý tưởng rằng nó có thể hoạt động như một loại vi khuẩn.

### Giảm cholesterol
Một trong những cách mà Lactobacillus fermentum đã được xem là một loại vi khuẩn có lợi là nhờ khả năng giảm mức cholesterol. Các thử nghiệm được thực hiện bằng cách sử dụng một số chủng Lactobacillus và nước dùng cholesterol đã chứng minh rằng lactobacillus fermentum có lượng cholesterol lớn nhất. Một trong những cơ chế mà L. fermentum có thể loại bỏ cholesterol thông qua in vivo là bằng cách hấp thụ cholesterol, kết quả là làm tăng tốc độ chuyển hóa cholesterol. Một phương pháp khác là kết hợp cholesterol trong cơ thể vật chủ vào màng tế bào hoặc thành của nó. Điều này cũng sẽ tăng sức đề kháng của màng tế bào vi khuẩn đối với thách thức môi trường. Một cơ chế thứ ba là bằng cách khiến cơ thể tiêu thụ nhiều cholesterol hơn. L. fermentum sẽ can thiệp vào việc tái chế muối mật và tạo điều kiện cho việc loại bỏ nó, do đó sẽ làm tăng nhu cầu đối với muối mật làm từ cholesterol.

### Lactobacillus fermentumME-3
Chủng Lactobacillus fermentum ME-3 gần đây đã được phát hiện và xác định là một loại vi khuẩn có tác dụng kháng khuẩn và chống oxy hóa. Chủng Lactobacillus fermentum này được phát hiện từ phân tích mẫu phân của người năm 1994. Một trong những đặc điểm quan trọng của vi khuẩn sinh học là khả năng chịu đựng các điều kiện trong đường tiêu hóa. Các thử nghiệm được tiến hành trên chủng ME-3 ở các nồng độ mật khác nhau cho thấy nó có thể sống sót mà không bị tổn thất lớn về số lượng. Người ta cũng phát hiện ra rằng Lactobacillus fermentum ME-3 có khả năng chịu đựng được khi giảm độ pH. Nó có thể chịu được sự sụt giảm giá trị từ 4.0 xuống 2.5 mà không giảm về số lượng. Những đặc điểm của khả năng chịu đựng nồng độ mật và nồng độ pH phục vụ để phân loại ME-3 là một loại vi khuẩn có lợi.
Lactobacillus fermentum ME-3 cũng đã được tìm thấy có khả năng ức chế vi khuẩn gram âm chủ yếu. Ở mức độ thấp hơn, ME-3 cũng đã được quan sát thấy có thể ức chế Enterococci và Staphylococcus aureus. Điều này sẽ phục vụ một mục đích có lợi cho chủ nhà. ME-3 có một số đặc tính kháng khuẩn. Chúng bao gồm axit axetic, lactic và succinic, và putrescine. Nghiên cứu về đặc tính chống oxy hóa của chủng ME-3 trong các sản phẩm phô mai mềm cho thấy nó ngăn ngừa sự hư hỏng. Thử nghiệm cũng đã được tiến hành về việc tiêu thụ chủng ME-3. Việc tiêu thụ có ảnh hưởng tích cực đến hệ vi sinh vật đường ruột. Các tình nguyện viên được cho uống sữa dê lên men nhờ chủng ME-3 và bọc ME-3. Sau ba tuần phân tích các mẫu phân cho thấy chủng ME-3 đã tăng số lượng Lactobacilli có lợi so với những người được cho uống sữa không lên men.  Một số nghiên cứu lâm sàng ở người thực hiện trên ME-3 tập trung vào các thông số liên quan đến sự phát triển bệnh tim mạch. Tiêu thụ ME-3 thực sự dẫn đến việc giảm cholesterol LDL bị oxy hóa, là yếu tố chính đóng góp vào sự phát triển xơ vữa động mạch. Một số cơ chế có thể góp phần vào tác dụng chống oxy hóa của ME-3: chủng này điều chỉnh tỷ lệ glutathione / glutathione bị oxy hóa giảm trong máu, và làm tăng nồng độ paraoxonase, một loại enzyme chống oxy hóa giúp bảo vệ các hạt LDL khỏi sự biến đổi oxy hóa.
Các thuộc tính của chủng ME-3 có thể phục vụ để phân loại nó như một loại vi khuẩn có khả năng bảo vệ vật chủ của nó chống lại nhiễm trùng có nguồn gốc thực phẩm và cũng giúp ngăn ngừa thiệt hại oxy hóa thực phẩm. Đa khả năng của nó đã được thử nghiệm và chứng minh. Chuột được điều trị bằng sự kết hợp của ofloxacin và ME-3 cho thấy giảm u hạt và lá lách của Salmonella thphimurium. ME-3 được thương mại hóa ở Mỹ, Châu Âu và Châu Á trong các sản phẩm bổ sung chế độ ăn uống cho sức khỏe tim mạch, hỗ trợ miễn dịch hoặc giải độc, dưới tên thương hiệu Reg'Activ.

## An toàn
Nhìn chung, các chủng Lactobacillus đã được coi là an toàn vì có liên quan đến thực phẩm và vì chúng là cư dân bình thường của hệ vi sinh vật ở người. Chúng cũng được xác định là có khả năng gây bệnh thấp, củng cố thêm ý tưởng rằng chúng là vi khuẩn an toàn.
Nghiên cứu gần đây liên quan đến sự an toàn của Lactobacillus fermentum đã được thực hiện trên chuột. Chuột được cho ăn (nội tâm) nồng độ Lactobacillus fermentum khác nhau trong khi một nhóm đối chứng cũng được quan sát thấy. Sau hai mươi tám ngày mẫu máu được lấy từ những con chuột và phân tích. Không có sự khác biệt về sức khỏe quan sát giữa chuột đối chứng và những con được cho ăn Lactobacillus fermentum về mặt sinh hóa máu, protein, albumin, glucose và cholesterol. Ngoài ra, không có tác dụng phụ tiêu cực trong thí nghiệm như thay đổi trọng lượng cơ thể, lượng thức ăn hoặc các dấu hiệu lâm sàng như tiêu chảy và lông xù, đã được quan sát. Việc ăn Lactobacillus fermentum ở chuột có vẻ an toàn, điều này dẫn đến việc hỗ trợ thêm rằng việc sử dụng lactobacillus fermentum trong thực phẩm cũng an toàn.

### Gen kháng
Một xem xét quan trọng để xác định sự an toàn của Lactobacillus fermentum là các gen kháng chuyển. Để L. fermentum được coi là một loại vi khuẩn có tiềm năng, nó không được chứa bất kỳ gen kháng thuốc nào. Nếu một gen kháng thuốc có thể chuyển nhượng được, nó có thể làm giảm tác dụng của việc sử dụng kháng sinh. Trong số mười chung kháng sinh gen đã được thử nghiệm (gatamicin, cefazolin, penicillin, trimethoprim / sulfmethoxazole, ampicillin, carbenicillin, erythromycin, amikacin, chloramphenicol, và norfloxacin), Lactobacillus fermentum đã được tìm thấy duy nhất có khả năng chống amikacin và norfloxacin. [Cần dẫn nguồn] Các nghiên cứu khác đã báo cáo rằng hầu hết các LAB cũng kháng với các kháng sinh này, dẫn đến kết luận rằng đó là một đặc điểm chung của LAB. Sự đề kháng với các kháng sinh này có thể được coi là tự nhiên hoặc nội tại. Cho đến nay, không có chủng Lactobacillus fermentum quan sát được quan sát thấy có sức đề kháng chuyển hoặc gen kháng thuốc mắc phải.

### Sản phẩm sữa
Các thí nghiệm được thực hiện bằng cách đưa chủng ME-3 của Lactobacillus fermentum vào các sản phẩm sữa như một thành phần của chế phẩm sinh học tiết lộ rằng nó có thể ức chế các chất gây ô nhiễm có uy tín của thực phẩm như Salmonella spp., Shigella spp., Và nhiễm trùng đường tiết niệu. E. coli và Staphylococcus spp. Ngoài ra, việc giới thiệu các chủng Lactobacillus fermentum như ME-3 trong sữa dê cho thấy nó thực sự có lợi cho vật chủ, dẫn đến sự gia tăng số lượng Lactobacilli có lợi.

## Chịu nhiệt
Mặc dù LAB đã được liên kết với các lợi thế sức khỏe tiềm năng, họ cũng chịu trách nhiệm về kết quả tiêu cực. Chúng là những sinh vật chính liên quan đến sự hư hỏng của các sản phẩm cà chua. Các loài trong chi Lactobacillus đã được xác định là sinh vật gây bệnh. Nghiên cứu đã được thực hiện để quan sát các thành phần hóa học của nước ép cà chua kích thích sự phát triển của vi khuẩn chịu trách nhiệm cho sự hư hỏng. Những vi khuẩn này có thể chống lại nhiệt độ cao. Một chủng Lactobacillus fermentum được chiết xuất từ nước ép cà chua cô đặc. Trong khi đó, tám hỗn hợp nước ép cà chua khác nhau được đun nóng và tỷ lệ sống của Lactobacillus fermentum được đo. Người ta đã kết luận rằng pectin là thành phần chính của nước ép cà chua giúp bảo vệ các tế bào vi khuẩn chống lại sự phá hủy khi đun nóng. Sự phân hủy pectin từ hoạt động của enzyme sẽ làm cho các tế bào vi khuẩn dễ bị nóng hơn. Tuy nhiên, người ta đã tìm thấy trong nghiên cứu trước đây rằng sưởi ấm đã làm bất hoạt enzyme pectolytic tự nhiên và do đó Lactobacillus fermentum vẫn chịu nhiệt. Khả năng chịu nhiệt cũng đã được tìm thấy tương quan với môi trường nuôi cấy vi khuẩn, môi trường được sử dụng càng tốt sẽ dẫn đến khả năng chịu nhiệt cao hơn.

## Kháng kháng sinh
Các nghiên cứu đã chỉ ra rằng L. fermentum có kháng kháng sinh. DNA được phân lập từ Lactobacillus fermentum và được kiểm tra khả năng kháng kháng sinh chống lại các tác nhân quan trọng trên lâm sàng bằng cách sử dụng các xét nghiệm pha loãng nước dùng. Các chủng Lactobacillus fermentum khác nhau đã chứng minh các kiểu kháng đồng nhất thể hiện tính kháng với glycopeptide vancomycin và tetracycline.

### Plasmid kháng thuốc
Nghiên cứu được thực hiện trên các chủng Lactobacillus fermentum đã tiết lộ sự tồn tại của plasmid kháng tetracycline và erythromycin.

## Nhạy cảm với kháng sinh
Trong khi Lactobacillus fermentum đã được tìm thấy có đặc tính kháng kháng sinh, các nghiên cứu khác đã chứng minh rằng lactobacillus fermentum nhạy cảm với một số loại kháng sinh phổ biến như gentamicin, cefazolin, penicillin, trimethoprim / sulfamethoxazole, ampicillin, carbenicillin,